# Варасова
Варасова (греч. Βαράσοβα) — гора в Греции, на восточном (левом) берегу реки Эвинос, к северо-востоку от её устья, западнее горы Клокова и города Андирион. Геологически гора сложена известняками. Высота 915 м над уровнем моря. В древности была известна как Халкида (др.-греч. Χαλκίς) или Халкия (Χάλκεια). Расположена в периферийной единице Этолия и Акарнания в периферии Западная Греция.
Гора популярна у альпинистов и парапланеристов. Так называемая «Святая гора» (Άγιο Όρος) является объектом религиозного туризма из-за большого количества церквей, монастырей и скитов (около 72), основанных в византийский период и в период османского владычества.